# Léon Boudot
Pour les articles homonymes, voir Boudot.
Léon Joseph Boudot, né à Besançon (France) le 25 juillet 1851 et mort en juillet 1930 à Besançon, est un peintre paysagiste français.

## Biographie
Élève de Louis Français à Paris, il commence ses études à l'école de dessin de Besançon avec Camille Demesmay. Il est sociétaire de la Société des artistes français, mention honorable en 1880, médaille de 3e classe en 1888, il obtient en 1889 une médaille de 2e classe au Salon des artistes français et est alors placé en hors-concours. En 1900, il gagne la médaille de bronze de l'Exposition universelle. Ses œuvres sont conservées, entre autres, au Musée du Luxembourg, au Musée Baron-Martin et au Musée Courbet. Il vend facilement de son vivant aux Etats-Unis . 
Une rue de Besançon porte son nom.

## Collections publiques
- Le village la nuit : une rue de Port (S.-Saône ?), huile sur toile; 46 x 61 cm, Gray (Haute-Saône), musée Baron-Martin

## Publication
- Nos chicanoux: procès comtois du XVIIIe siècle, E. Champion, 1920